# 換衡器
換衡器（Balun，/ˈbælʌn/，为“balanced to unbalanced”之缩写），全名為平衡-不平衡轉換器，為一種常見的電路元件，其主要功用為將一單端訊號轉為差動訊號。換衡器在不同的電路應用上有不同的實現方式，最常見的是利用一個變壓器在一次側的一端接地所做成。在天線工程中，利用一段四分之波長的同軸電纜做為換衡器使用則較為常見。
換衡器在台灣學界有兩種主要的唸法，一為「悲冷」，另一種則是「把-loon」，各有其支持者。在中国大陆，一般根据其拉丁字母写法，依汉语拼音读作“巴伦”。

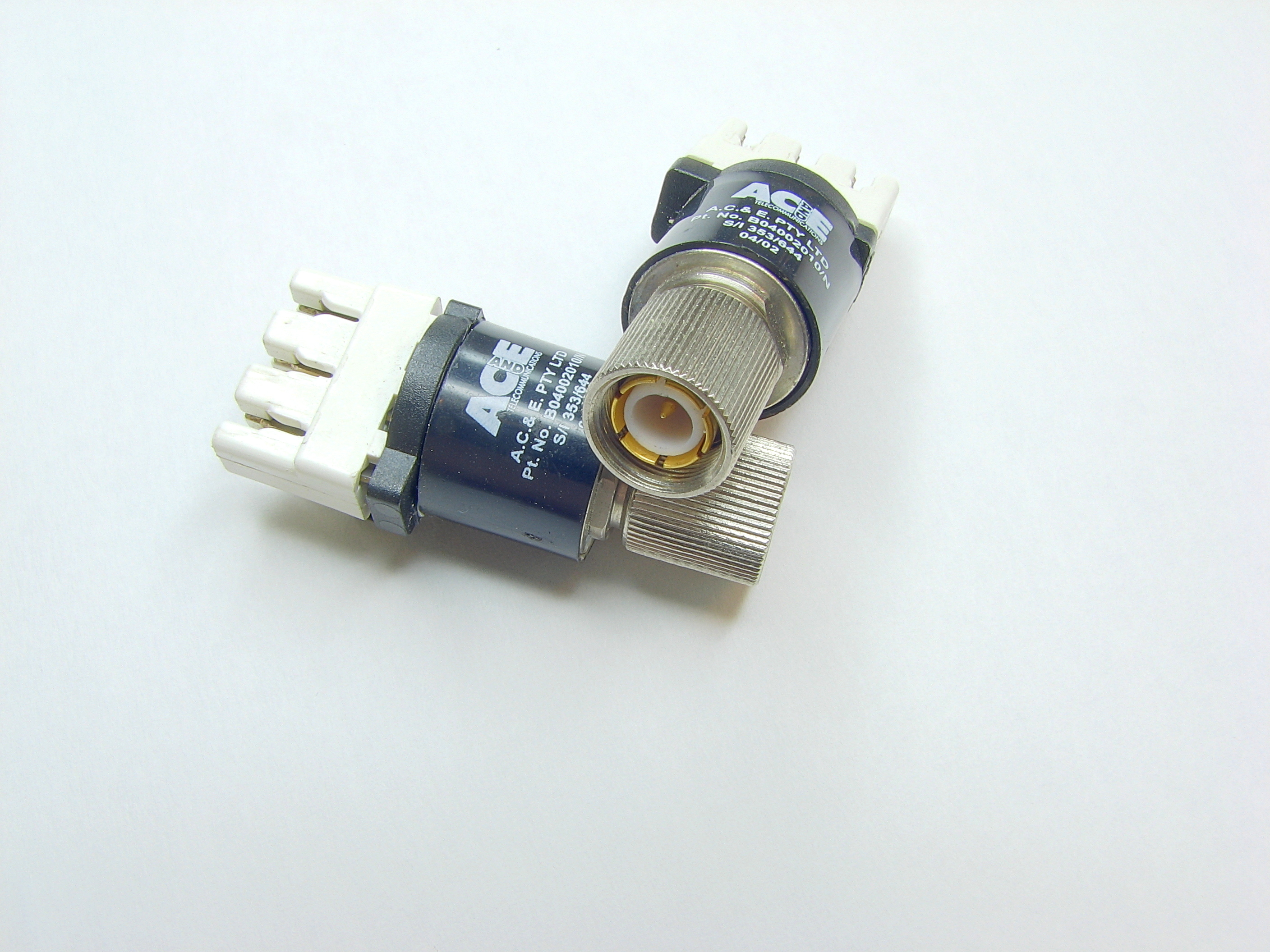
一對AC&E的120 Ω雙絞線 (Krone IDC) 到75 Ω同軸電纜換衡器。實際長度約3公分。

## 外部連結
- Balun Design
- 巴伦(平衡器)基本原理及作用